# La marcia di Radetzky
La marcia di Radetzky è un romanzo di Joseph Roth del 1932, capolavoro ed elegia per l'Austria degli Asburgo composta dal suddito di un remoto territorio dell'Impero. Seguito del suo racconto della famiglia Trotta, è il romanzo La Cripta dei Cappuccini, ambientato al tempo dell'annessione dell'Austria alla Germania nazista di Hitler nel 1938. Dall'opera è stato tratto nel 1965 un film televisivo diretto da Michael Kehlmann.

## Tema
Grande contributo alla letteratura scritto in tedesco da un autore rimasto ai margini della comunità letteraria, racconta la decadenza e il lento disfacimento dell'Impero d'Austria-Ungheria attraverso la storia della famiglia von Trotta, di recente nobiltà, dal 1860 al 1916. Sullo sfondo campeggia l'intramontabile figura del vecchio imperatore Francesco Giuseppe: emblema vivente dei già idealizzati tempi passati, ma d'altro lato anche simbolo della senescenza e decrepitezza di una realtà politica avviata al tramonto, quella della dinastia Asburgo-Lorena che mantiene unito un Impero multietnico e cristiano; la devozione a tale sistema di valori viene contestata dall'ascesa di quelle forze centrifughe che minarono le fondamenta dell'Impero: gli aspri conflitti etnici, i nazionalismi, il populismo. La nostalgia per il passato perduto e l'angoscia per un futuro senza patria sono al cuore dell'opera matura di Roth, che ripensava alla monarchia austroungarica come alla sola patria che avesse mai avuto. In una nota al romanzo, Roth scrisse: «Amavo quella patria», «mi permetteva di essere al tempo stesso patriota e cittadino del mondo, di essere anche tedesco tra tutte le genti austriache. Amavo i meriti e le virtù di quella patria e, oggi che è morta e sepolta, ne amo perfino i difetti e le debolezze».
Pur avendo già iniziato a scrivere l'opera, Roth era molto incerto sul titolo. L'editore Gustav Kiepenheuer racconta che durante una passeggiata con Roth a Lipsia ai primi di dicembre del 1930, passeggiando per l'Augustus-Platz, ad un certo punto esclamò: "La Marcia di Radetzky". Roth esultò e, preso il suo piatto orologio di argento, incise con il temperino sul retro del coperchio la data, i loro nomi e "Radetzkymarsch" e glielo regalò.

## Trama
(Joseph Roth)
Il romanzo accompagna le vicende di tre generazioni della famiglia Trotta al servizio della Corona: la parabola dei Trotta, austroungarici non di origine tedesca ma slovena, rispecchia quella dell'Impero, il quale trova i suoi seguaci più fedeli tra i sudditi più marginali. La storia ha inizio con Joseph, sottotenente dell'esercito austriaco di origini slovene, che al comando del suo plotone partecipa alla battaglia di Solferino e San Martino. Il nemico è in ritirata ma continua ad impegnare le truppe austriache (questa prima, breve parte è ancora ambientata prima della duplicazione della Monarchia) con le loro retroguardie. Il sottotenente scorge un gruppo di ufficiali dello stato maggiore, tra i quali riconosce la figura del giovane imperatore Francesco Giuseppe. Il gruppo avanza verso i soldati, senza rendersi conto di essere esposto al tiro della retroguardia nemica. Il sottotenente, resosi conto della gravità della situazione, si dirige in tutta fretta verso il gruppo e incurante di tutto protegge l'imperatore con il suo corpo, buttandolo a terra. In quel medesimo istante un colpo viene esploso verso di lui e lo colpisce alla spalla. L'imperatore, resosi conto di quanto avvenuto e grato verso il suo salvatore, dà disposizioni affinché il sottotenente Trotta venga curato.
Così ha inizio il libro "La marcia di Radetzky": sembrerebbe una fiaba, un racconto dei tempi andati, nei quali la figura bonaria del re si mostrava ai suoi sudditi e li ripagava generosamente dei loro servigi.
Joseph diventa "l'eroe di Solferino" e finisce sui libri di scuola. Riceve inoltre dall'imperatore l'Ordine di Maria Teresa e un titolo nella piccola nobiltà, divenendo Barone von Trotta di Sipolje. L'inaspettata ascesa sociale lo estrania dal suo ambiente originario, al quale nonostante tutto rimane legato da un insieme di sentimenti contrastanti: desiderio di rivalsa, affetto, indulgenza. Il vecchio padre assurge nella mente del barone a simbolo di tutto ciò che egli allo stesso tempo rimpiange e rifugge.
Al progressivo e irreversibile allontanamento dai valori tradizionali e dal passato già in atto, si accompagna un disgusto per il presente, reputato caotico e incomprensibile. La mitizzazione del passato trova nelle figure del vecchio Imperatore Francesco Giuseppe e dell'"Eroe di Solferino" i suoi archetipi, immutabili garanti dell'ordine e della giustezza del mondo antico. E Roth mette in bocca al conte Chojnicki queste parole: "Il mondo in cui valeva ancora la pena di vivere era condannato al tramonto. Quello destinato a succedergli non meritava più un solo abitante rispettabile. Non aveva dunque senso essere costanti in amore, sposarsi e magari generare discendenti." (II,218).
Nel secondo barone Franz, alto funzionario dell'amministrazione provinciale, questo atteggiamento si traduce nel nobile sforzo di tutelare la monarchia nelle vesti di sottoprefetto dell'Impero, ligio alle norme e ai riti. Nella terza generazione, il giovane ufficiale dell'esercito Carl Joseph consuma la vita in un'inutile vanità man mano che la mistica asburgica perde la presa su di lui. Il progressivo svuotamento dell'esistenza di Carl Joseph, relegato in una guarnigione di confine dell'Impero, l'inaridirsi dei legami familiari, l'incapacità di esprimere sentimenti genuini verso i propri commilitoni, accompagnati ad una grande sensibilità e alla necessità di instaurare un rapporto umano gli fanno avvertire la sua condizione di inadeguatezza e di isolamento. La guerra sopraggiungerà; attesa come evento liberatorio ed eroico, si rivela in realtà un evento distruttivo e senza pietà, l'espressione massima di un nuovo mondo violento che disintegrerà il vecchio Impero. Il giovane Carl Joseph muore senza eredi nella Grande Guerra lasciando il vecchio padre, costretto ad ingoiare i fallimenti del figlio, e lasciato incredulo e affranto testimone della fine di un mondo per il quale aveva vissuto. È lui il personaggio più tragico del romanzo, a cui spetta il dolore di scoprire che i valori da lui coltivati per tutta la vita sono tramontati.

## Edizioni italiane
La prima traduzione italiana del romanzo avvenne già nel 1933 sulla rivista Secolo XX.
- La marcia di Radetzky, traduzione di Renato Poggioli, Firenze, Bemporad, 1934,  p. 458.
- La marcia di Radetzky, traduzione di Renato Poggioli, Collana La Gaja scienza n.78, Milano, Longanesi, 1953-1980,  pp. 443, vol. in 16°. - Giunti, Firenze, 2010.
- La marcia di Radetzky, traduzione di Laura Terreni e Luciano Foà, Collana Biblioteca, Milano, Adelphi, 1987.
- La marcia di Radetzky, traduzione di Alberto Schiavone, Barbès Editore, 2009.
- La marcia di Radetzky, traduzione di C. Pischeri, Milano, Baldini Castoldi Dalai, 2010.
- La marcia di Radetzky, traduzione di Sara Cortesia, Roma, Newton Compton, 2010.
- La marcia di Radetzky, traduzione di U. Colla, Prefazione di Claudio Magris, Milano, BUR, 2011.
- La marcia di Radetzky, traduzione di Francesco Vitellini, Santarcangelo di Romagna (RN), Rusconi Libri, 2022.